# St. Joseph-Stift (Dresden)
Das St. Joseph-Stift ist ein Krankenhaus, seit 2014 in der Trägerschaft des Elisabeth Vinzenz Verbundes, zuvor der Katholischen Wohltätigkeitsanstalt zur heiligen Elisabeth, in Dresden-Johannstadt. Das Krankenhaus ist ein Akademisches Lehrkrankenhaus des Universitätsklinikums Carl Gustav Carus Dresden.

## Geschichte

### Esseniussches Haus

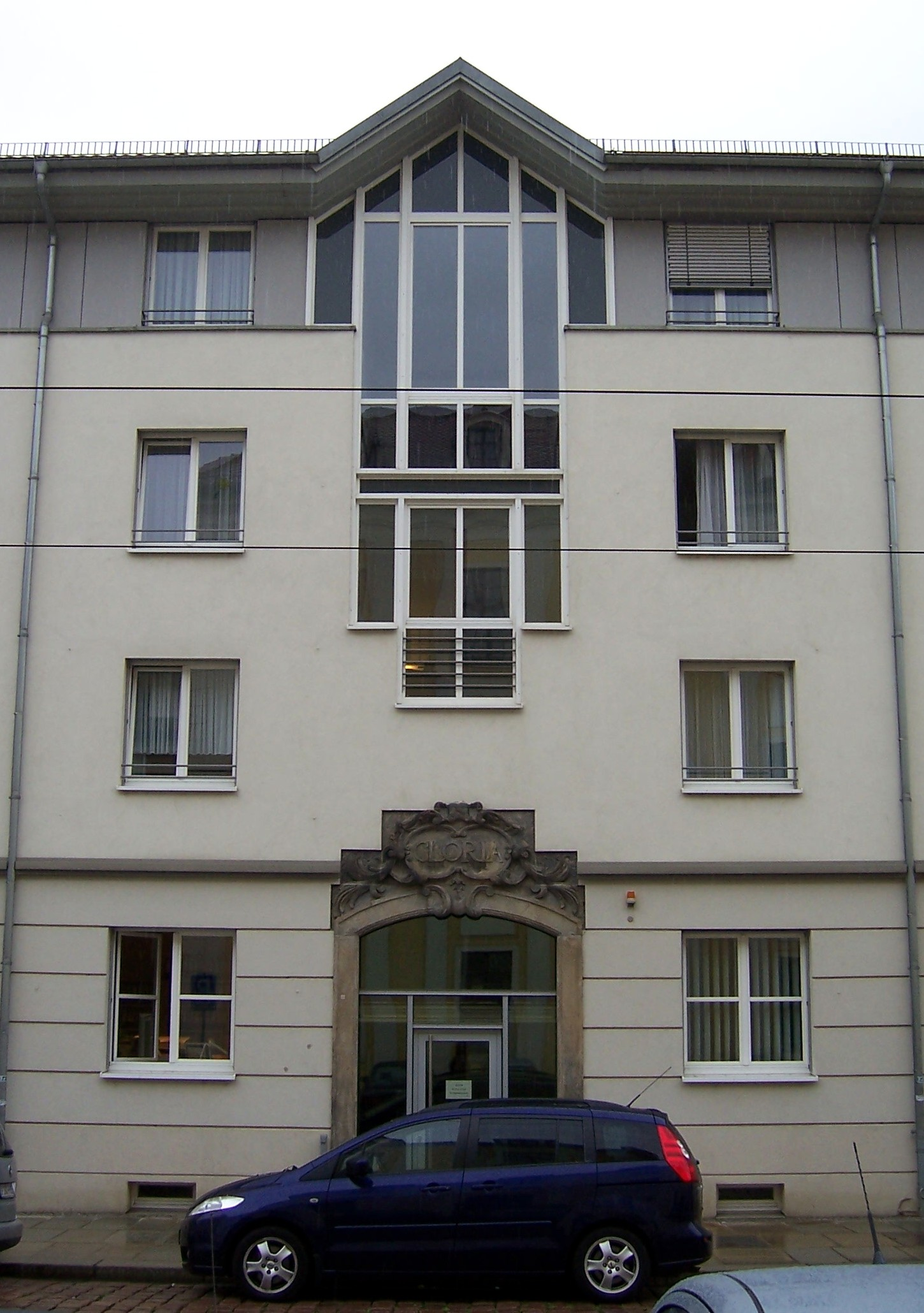
Erhaltenes Portal des Esseniusschen Hauses in der Dresdner Friedrichstadt (heute Friedrichstraße 48)

Die Geschichte des Krankenhauses geht zurück bis in die erste Hälfte des 18. Jahrhunderts. Aufgrund eines kurfürstlichen Dekrets vom 8. Juli 1726 war römisch-katholischen Patienten sowie Priestern der Besuch protestantischer Krankenhäuser nicht mehr erlaubt. Kurfürstin Maria Josepha stiftete daher 1747 ein katholisches Krankenstift in der Friedrichstraße in Dresden-Friedrichstadt. Dazu erwarb der sächsische Kurfürst Friedrich August II. das frühere Esseniussche Haus, das 1738 für den Hofzahlmeister August Franz Essenius als erster vollständig in Stein ausgeführter Bau der Friedrichstadt errichtet worden war, aus dem Besitz des Grafen Brühl und ließ es an seinen Beichtvater, den Jesuitenpater Ludwig Liegeritz (1701–1761), übergeben. Im Hintergebäude befand sich das katholische Krankenstift, im Vorderhaus die Verwaltung des Stifts und eine katholische Schule.
Das „Königliche Krankenstift“ bot unabhängig von konfessioneller Zugehörigkeit zu Beginn sechs männlichen und sechs weiblichen Patienten Aufnahme und Pflege. Mitte des 19. Jahrhunderts hatte sich die Bettenzahl auf 40 vergrößert. Johann Ludwig Choulant, ein bekannter Arzt und Medizinhistoriker, arbeitete 1821 am Königlichen Stift. Das Krankenhaus wurde mehrfach erweitert. Zeitweilig dehnte es sich auch auf das ehemalige Wohnhaus Johann Andreas Schuberts aus. Im Jahr 1842 entstand ein Seitenflügel, der bevorzugt der Behandlung erkrankter Hofangestellter diente.
Im Jahr 1858 wurde der Mangel an Pflegepersonal offenkundig. Es wurden nicht ausgebildete Krankenpflegerinnen eingestellt, von denen jedoch bereits 1860 nur noch eine am Stift tätig war. Obwohl zu dem Zeitpunkt nach der Verfassung von 1831 Ordensniederlassungen und Klöster in Sachsen verboten waren, holte der damalige Bischof Ludwig Forwerk (1816–1875) vier Schwestern aus dem Elisabethverein zu Neiße in Oberschlesien, später Graue Schwestern von der heiligen Elisabeth, an das Krankenstift. Es handelte sich dabei um die „erste [Niederlassung] der Grauen Schwestern außerhalb Schlesiens“, die von da an die Pflege im Königlichen Krankenstift übernahmen. Im Jahr 1865 zogen die Grauen Schwestern, die in der ambulanten Krankenpflege tätig waren, in ein neuerworbenes Schwesternhaus auf der Flemmingstraße 15. Im folgenden Jahr waren die Grauen Schwestern neben ihrer Tätigkeit am Königlichen Krankenstift auch in den Lazaretten des Deutsch-Österreichischen Krieges und vier Jahre später des Deutsch-Französischen Krieges tätig.
Nach der Abdankung der Wettiner 1918 blieb das Königliche Krankenstift als Familienstiftung bestehen. An das Esseniussche Haus erinnert heute, nach Zerstörung im Zweiten Weltkrieg, nur noch ein Rest des früheren Eingangsportals mit der Inschrift „GLORIA“. Dieser Rest wurde in einen nach 1990 errichteten Neubau einbezogen. Das Hintergebäude entstand von 1991 bis 1992 neu und beherbergt heute den Sitz des Diözesan-Caritasverbandes des Bistums Dresden-Meißen. Die übrigen Bauten dienen als katholisches Pflegeheim St. Michael.

### Kapelle St. Michael

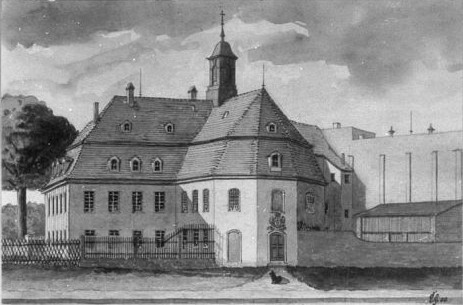
Kapelle St. Michael auf einem Stahlstich um 1900

Im Jahr 1748 wurde das Krankenstift um die Kapelle St. Michael ergänzt. Zwischen 1848 und 1856 wirkte Joseph Lorbacher (1796–1863) als Pfarrer dieser Kirche. Er engagierte sich besonders auf wohltätigem Gebiet. Lorbacher gründete 1854 gemeinsam mit Adolph Kolping den Dresdner Gesellenverein, aus welchem später das Kolpingwerk hervorging, und war Initiator eines Waisenhauses, welches 1849 in der Weißeritzstraße eröffnete. Bischof Mauermann ernannte die Kapelle 1823 zur katholischen Pfarrkirche der Friedrichstadt. Somit war nach der Katholischen Hofkirche eine zweite katholische Pfarrei in Dresden entstanden. Im Jahr 1945 wurde die Kapelle zerstört und im Jahr 1992 verändert wieder aufgebaut. Heute ist sie Teil des Pflegeheims St. Michael.

### Standort Käufferstraße
Bischof Ludwig Wahl (1831–1905), der damalige geistliche Beirat der Grauen Schwestern, erwarb um 1880 den sogenannten „geistlichen Garten“ zwischen Queckbrunnen und Mittelgasse, der späteren Käufferstraße, und ließ darauf ein Schwesternhaus und ein Gesellenhaus bauen. Als Präses des Katholischen Gesellenvereins hoffte er auf eine Verbindung des Gesellen- und Schwesternhauses, wie es in anderen deutschen Städten zu der Zeit erfolgreich durchgeführt worden war. Im Juli 1882 bezogen die Grauen Schwestern das Schwesternhaus. Zwei Etagen des Hauses waren als Privaträume konzipiert, während zwei weitere Etagen der Krankenpflege dienten. Es entstand die erste Privatklinik der Grauen Schwestern in Dresden, die 1888 offiziell genehmigt wurde.
Die Räume der Klinik wurden bald zu klein, sodass durch Spendengelder im Jahr 1894 ein Grundstück auf der Wintergartenstraße 17 erworben wurde.

### Standort Wintergartenstraße

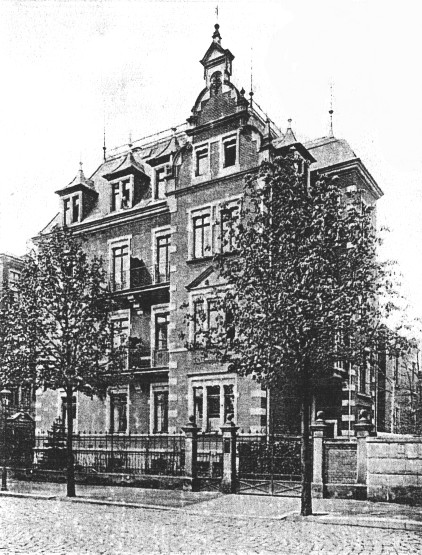
Das Gebäude des St. Joseph-Stifts im Jahr 1900

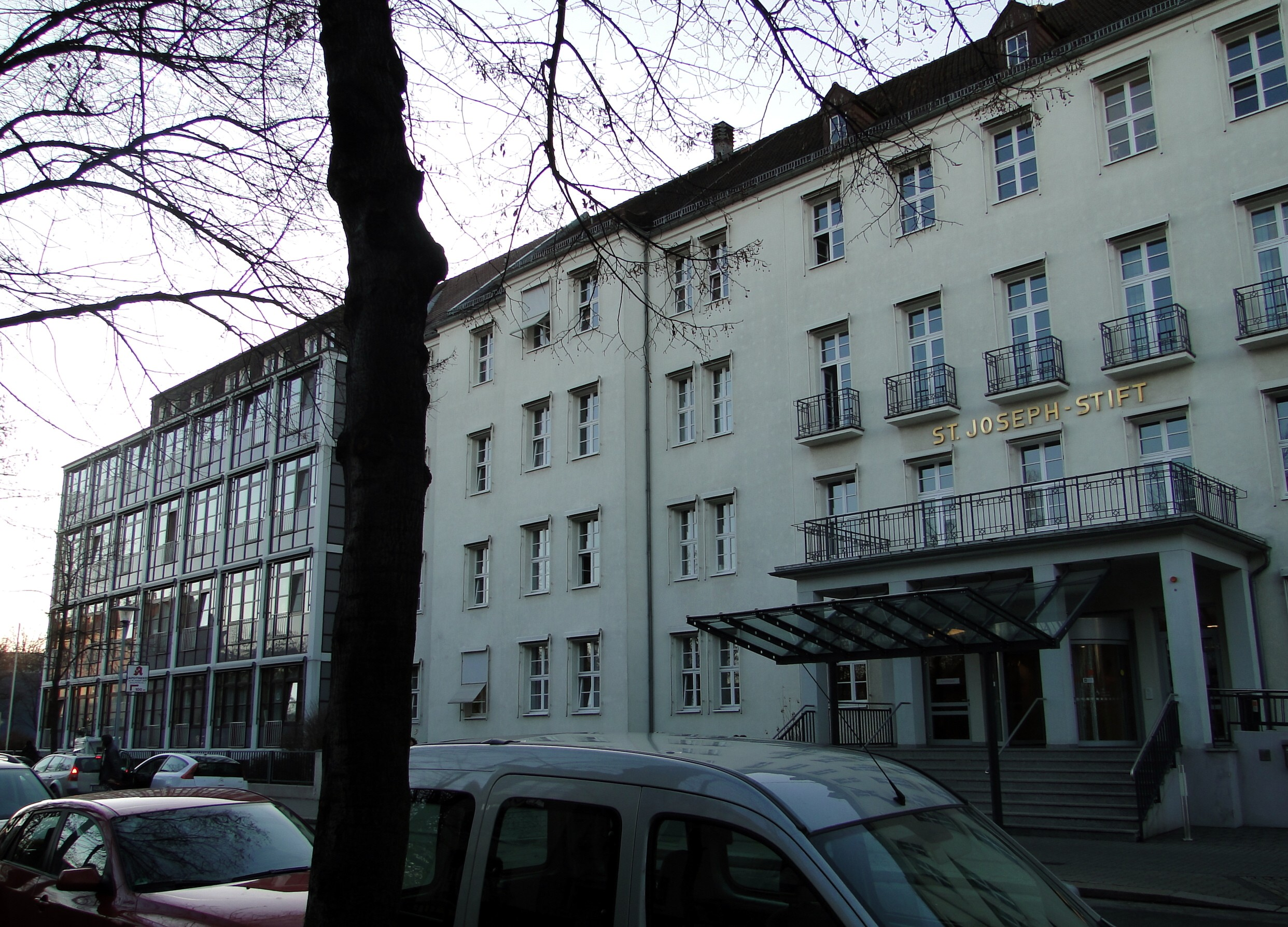
Wiedererbautes Krankenhausgebäude mit Blick zum modernen gläsernen Anbau

Die Privatklinik wechselte 1895 an den heutigen Standort in der Wintergartenstraße 17. Der Grundstein für die Klinik St. Josefstift Dresden wurde am 17. August 1895 gelegt. Den Klinikneubau errichteten die Baumeister Geyer und Schramm. Am 27. September 1895 wurde das Krankenhaus feierlich auf den Namen des heiligen Josef geweiht. Erst 1906 erhielt das Krankenhaus die Rechtsform einer Stiftung (Katholische St. Joseph-Stiftung in Dresden), womit weitere zukünftige Konflikte mit der sächsischen Verfassung, die Ordensniederlassungen verbot, vermieden werden konnten.
Zu Beginn standen in der Klinik, die „den Ruf eines neuzeitlichen Instituts in Anspruch nehmen konnte“, 50 Betten und zwei Operationssäle zur Verfügung. Im Stift waren 16 Graue Schwestern beschäftigt. Im Jahr versorgten die Ärzte rund 700 Patienten, während der Zeit des Ersten Weltkriegs waren stets 50 Betten für Kriegsverwundete reserviert; eine Suppenküche versorgte bereits vor dem Ersten Weltkrieg die ärmsten Mitglieder der Gemeinde mit freiem Mittagstisch.
Das Stift erwarb im Jahr 1927 das Nachbargrundstück Wintergartenstraße 15 zur Erweiterung des Krankenhauses. Im Juni 1930 begann der Um- und Erweiterungsbau des Krankenhauses in zwei Etappen. Baumeister Lebsanft verband dabei unter anderem das Gebäude des Nachbargrundstücks mit dem Krankenhaus und baute beide Gebäude zu einem modernen Krankenhaus um. Das neue St. Joseph-Stift wurde am 2. Februar 1932 von Bischof Conrad Gröber geweiht. Das Krankenhaus hatte nun Betten für 120 Patienten, vier Operationssäle und war für die Zeit „mit allen medizinischen Errungenschaften ausgestattet“, so zum Beispiel elektrischen Heilbädern und Röntgengeräten. Während der Zeit des Nationalsozialismus musste „das Krankenhaus in der Eigenschaft einer Stiftung der katholischen Kirche […] vielerlei Anfechtungen … über sich ergehen lassen“. Im Jahr 1932 wurde eine Kapelle des Heiligen Herzens Jesu geweiht, die mit dem Krankenhaus verbunden war. Sie stand in Kontakt mit der katholischen Pfarrei Herz-Jesu und wurde nach 1945 durch den Künstler Friedrich Press neu gestaltet.
Während der Luftangriffe auf Dresden im Februar 1945 wurde das Krankenhaus bis in die Erdgeschossräume zerstört. Wichtige Apparaturen hatten die Zerstörung des Gebäudes im Keller ohne Schaden überstanden und auch die Operationsräume und die Röntgenabteilung waren unbeschädigt, sodass die Schwestern in vier Räumen arbeiten konnten. Im Jahr 1946 wurde der Wiederaufbau des Krankenhauses beschlossen, das bereits im folgenden Jahr die ersten 20 neuen Patienten aufnehmen konnte. Bei der offiziellen Wiedereröffnung im September 1947 standen 60 Betten zur Verfügung. Nach dem abgeschlossenen Wiederaufbau 1964 und einer Erweiterung 1989 erhöhte sich die Kapazität auf 205 Betten, im Jahr 1992 betrug sie 234 Betten.

## Heutige Struktur

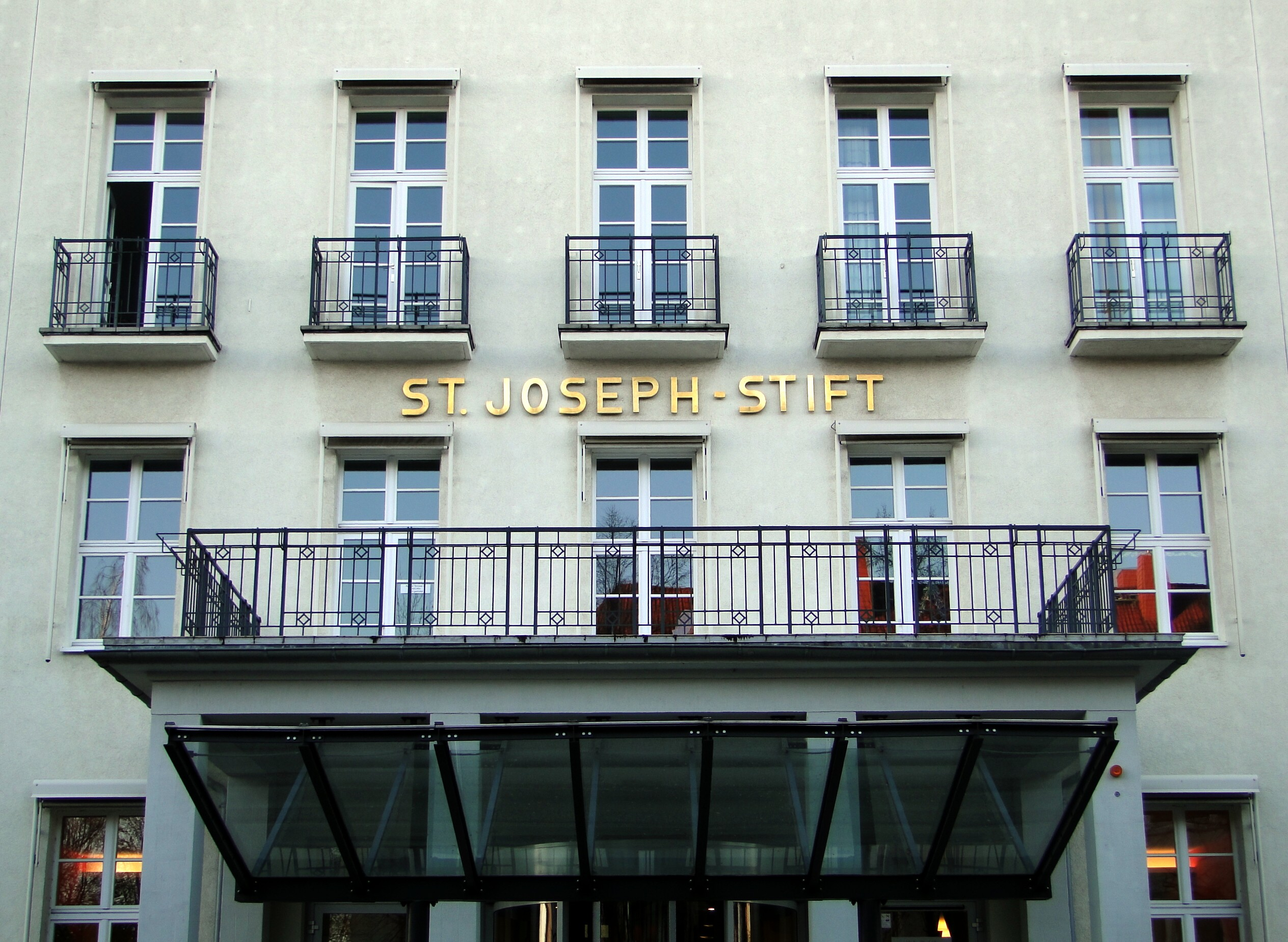
Eingangsportal des St. Joseph-Stift

Im Jahr 2009 hat das Krankenhaus 225 Betten und unterhält Fachkliniken für:
- Innere Medizin
- Chirurgie
- Gynäkologie und Geburtshilfe (mit zertifiziertem Brustkrebszentrum[11])
- Anästhesiologie, Intensivmedizin und Schmerztherapie
- Orthopädie

Seit Oktober 2004 ist das Krankenhaus Akademisches Lehrkrankenhaus des Universitätsklinikums Carl Gustav Carus Dresden. Das Krankenhaus übernimmt die praktische Ausbildung in den Kliniken für Innere Medizin, Anästhesiologie/Intensivmedizin, Chirurgie sowie Gynäkologie und Geburtshilfe.
Das Projekt „Integrierte palliativmedizinische Betreuung in Dresden“ des St. Joseph-Stiftes wurde mit dem Golden Helix Award 2010 für Deutschland, Österreich und Schweiz ausgezeichnet.

## Kapellen des St. Joseph-Stifts

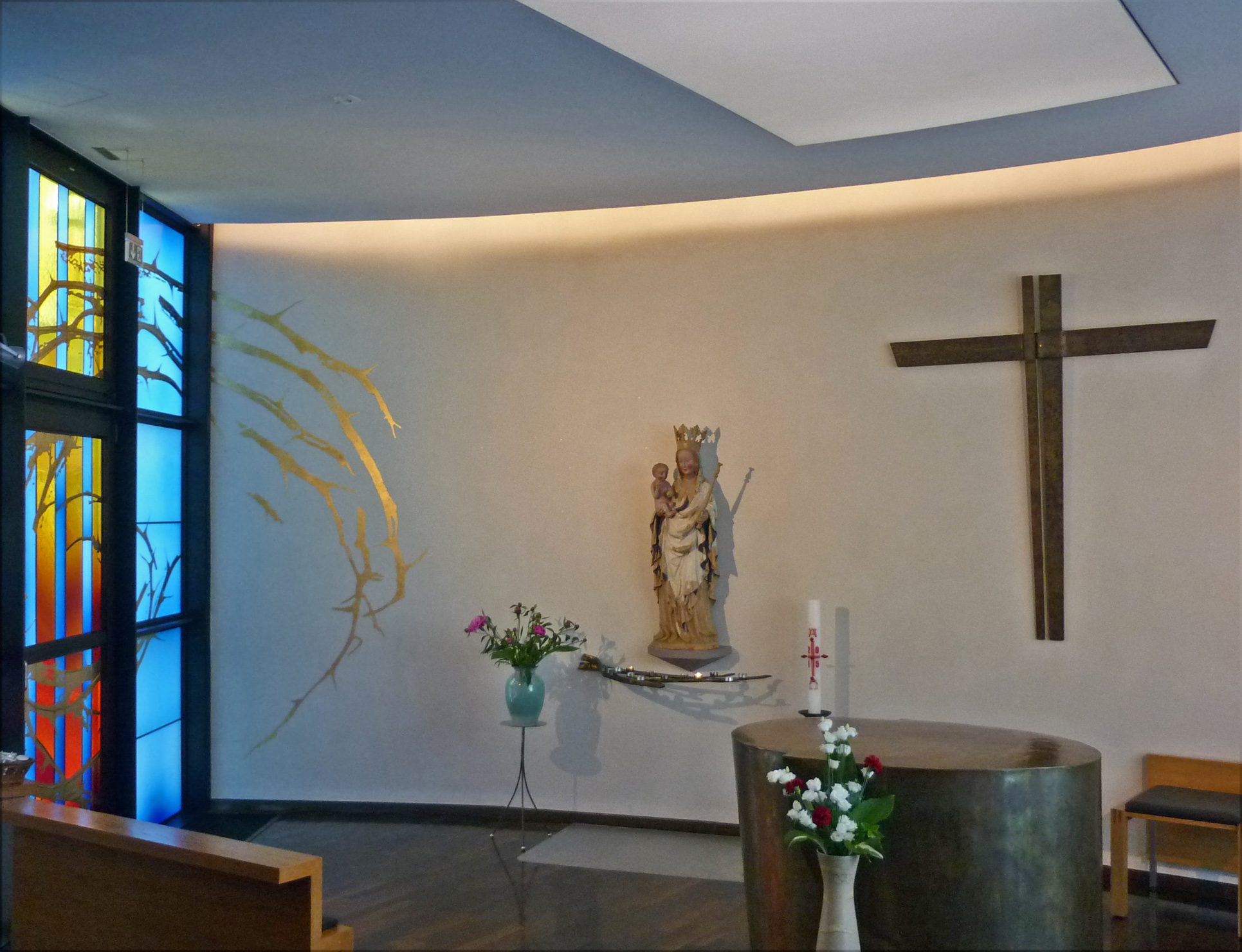
Kapelle mit der Madonna von Radibor

Die erste Kapelle des Stifts, die Kapelle des Heiligsten Herzens Jesus, befand sich in einem Seitenflügel des Krankenhauses, dem Marienheim. Sie war nach 1945 von Friedrich Press neu gestaltet worden und diente als Schwestern- und Krankenhauskapelle. Da das Marienheim nicht mehr saniert werden konnte, musste es wie auch die Kapelle im Zuge von Bauarbeiten für einen neuen Funktionstrakt abgerissen werden.
Bei der Eingangshalle auf der Wintergartenstraße gegenüber der Rezeption wurde 2003 eine neue Kapelle geweiht. Die Gesamtkonzeption stammt vom Dresdner Architekten Matthias Horst, die Innenraumgestaltung vom Dresdner Künstlerehepaar Marion und Uwe Hempel. Der Kapellenraum ist einfach gehalten, hat jedoch Glasfenster mit Malereien. Sie dient als Krankenhauskapelle und ist täglich geöffnet. Gottesdienste finden jeden Sonntag und Donnerstag statt.
Im Jahr 1995 wurde auf dem Gelände des St. Joseph-Stifts an der Dinglingerstraße die Kapelle Mariä Heimsuchung eingeweiht. Sie entstand in Verbindung mit dem Bau des neuen Schwesternhauses und dient heute als Schwesternkapelle. Als Baumaterial für die Kapelle diente heimischer Schiefer aus dem Osterzgebirge. Ambo und Tabernakel schuf der Dresdner Künstler Reiner Tischendorf. In der Kapelle steht die Madonna aus Radibor, eine Muttergottesfigur mit Kind aus Lindenholz, die als Kulturdenkmal geschützt ist. Zudem befindet sich in der Kapelle auch ein restaurierter Flügelaltar aus dem 15. Jahrhundert, der aus der Hospitalkirche Delitzsch stammt.
In der Kapelle Mariä Heimsuchung werden täglich Gottesdienste und die Konventsmessen der Schwestern, Ordensgemeinschaft und des Krankenhauses gefeiert. Der MDR überträgt von Zeit zu Zeit diese Messe im Rundfunk. Die Kapelle wird auch durch die Ukrainische Griechisch Katholische Kirche des Byzantinischen Ritus genutzt.